# Peggy Cummins
Peggy Cummins, ursprungligen Augusta Margaret Diane Fuller, född 18 december 1925 i Prestatyn i Wales, död 29 december 2017 i London, var en walesiskfödd irländsk filmskådespelare. Cummins var mest känd för sin femme fatale-roll i noirfilmen Gun Crazy, som även kallas Deadly is the Female från 1949, i vilken hon spelade mot John Dall. 
Peggy Cummins, som växte upp i Dublin, debuterade på teaterscenen i London 1945 och upptäcktes där av chefsproducenten  vid 20th Century Fox, Darryl F. Zanuck, som tog henne till Hollywood och ville att hon skulle spela Amber i  filmatiseringen av romansuccén Forever Amber (Alltid Amber). Sedan inspelningen pågått i sex veckor, ersattes hon dock av Linda Darnell då Zanuck ansåg att hon verkade för ung för rollen.
Mellan 1946 och 1961 medverkade Peggy Cummins i ett tjugotal filmer såväl i USA som i England, varav de flesta var lågbudgetfilmer, så kallade B-filmer. Filmen Gun Crazy har 1998 av USA:s kongressbibliotek listats som värd att bevara med motiveringen att den är kulturellt, historiskt och estetiskt värdefull.

## Filmografi
- 1940 – Dr. O'Dowd
- 1942 – När kriget kom till England
- 1943 – Old Mother Riley Detective
- 1944 – Welcome, Mr. Washington
- 1944 – Kära ä vi allihop
- 1947 – Den charmerande mr Apley
- 1947 – Farlig gäst
- 1948 – Äventyrens man
- 1948 – Åskmolnet och juvelen
- 1949 – Det hände på Capri
- 1950 – Gun Crazy
- 1950 – Det farliga spelet
- 1952 – Who Goes There!
- 1953 – Gathörnet
- 1953 – Här kommer bruden
- 1953 – Hin Håle i högform
- 1954 – Kärlekslotteriet
- 1954 – En miljon för en grabb
- 1956 – The March Hare
- 1957 – Carry on Admiral
- 1957 – Rattens desperados
- 1957 – Demonens förbannelse
- 1959 – Kapten går till sjöss
- 1960 – I otrognaste laget
- 1960 – Tandläkaren i stolen
- 1962 – Doktorn sliter hund